# Hassō-an

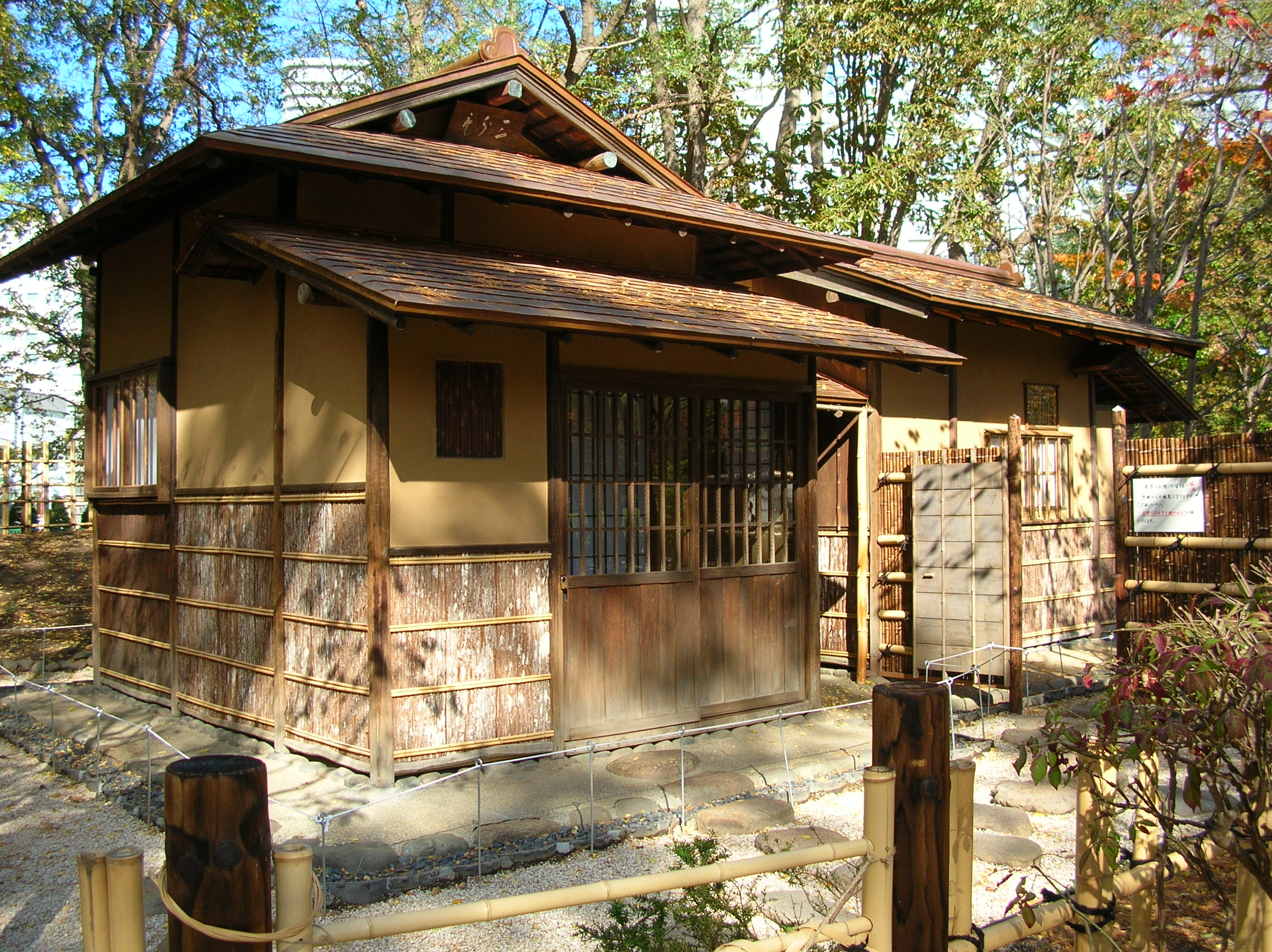
Hassō-an

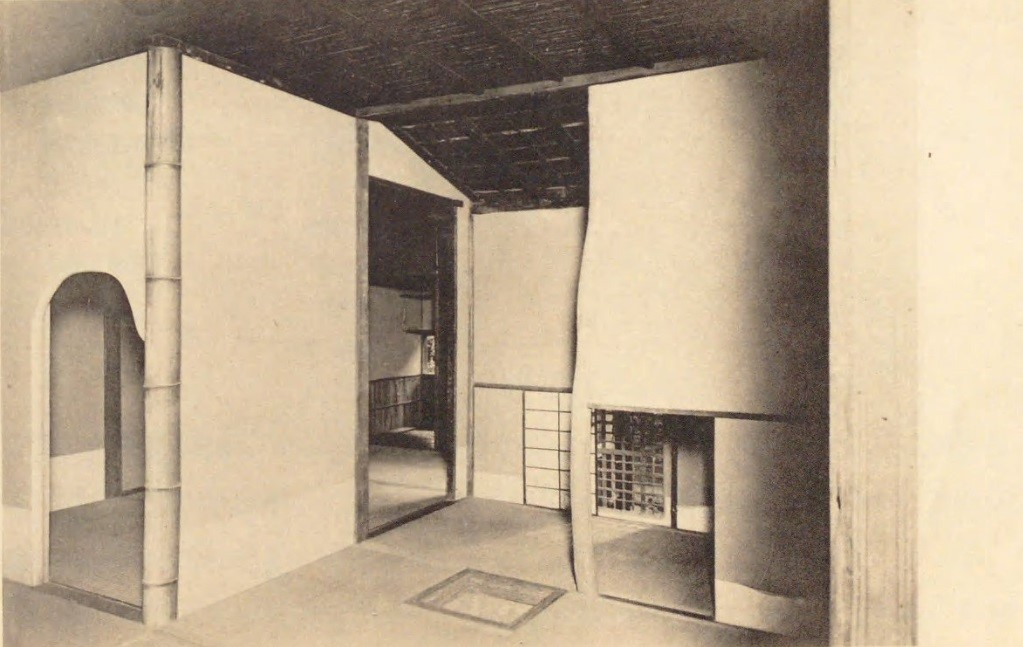
Phối cảnh nội thất lịch sử

Hassō-an (chữ Hán: 八窓庵; Bát Song Am) là một trà thất kiểu Nhật (chashitsu) lịch sử ngày nay tọa lạc ở Sapporo, Hokkaido, miền Bắc Nhật Bản. Tên này có nghĩa là "quán trà tám cửa sổ".
Công trình này có niên đại từ thời Edo. Ban đầu nó được đặt tại Thành Komuro (小室城) ở tỉnh Ōmi, nay là Nagahama, Shiga. Am do chính bậc thầy trà đạo Kobori Enshū (1579-1647) tự tay thiết kế nên. Nó được chuyển đến Sapporo vào năm 1919. Năm 1989, một khu vườn xung quanh am này do Kobori Sokei, một bậc thầy về trà đạo và là hậu duệ đời thứ 12 của Kobori Enshū, tạo ra.
Hassō-an nằm trong danh sách Di sản văn hóa Nhật Bản - mục công trình kiến trúc (Hokkaidō).